# Бік-Кармали
Бік-Кармали́ (рос. Бик-Кармалы, башк. Бик-Ҡарамалы) — село у складі Давлекановського району Башкортостану, Росія. Адміністративний центр Бік-Кармалинської сільської ради.
Населення — 324 особи (2010; 284 в 2002).
Національний склад:
- татари — 77 %